# Armenski obred
Armenski obred kršćanski je obred koji se koristi u Armenskoj apostolskoj Crkvi i Armenskoj katoličkoj Crkvi.
Oblikovanje obreda nastalo je pod utjecajem grčkih i sirijskih tradicija. Nakon prijevoda Biblije i bogoslužnih tekstova na staroarmenski jezik, nakon 5. stoljeća, tradicije armenske liturgije postaju samostalne.
Nije poznato koju su liturgiju rabili Armenci u 3. stoljeću. Od 4. stoljeća euharistijsku su službu nazivali liturgijom sv. Bazilija Velikog. Početkom 5. stoljeća, ta je je liturgija prevedena u svojoj kratkoj inačici na staroarmenski jezik. Tada dobiva ime sv. Grgura Prosvjetitelja te postaje osnovnom liturgijom u Armenskoj apostolskoj Crkvi. Krajem 5. stoljeća javlja se proširena inačica liturgije sv. Bazilija Velikog. Također, u bogoslužju su rabili i liturgiju sv. Jakova apostola. Kasnije je prevedeno još nekoliko liturgija, ali ipak, osnovnom ostaje liturgija sv. Bazilija Velikog. Također, u određenim činovima rabi se liturgija sv. Grgura Nazijanskog, sv. Jakova i sv. Ivana Zlatoustog.
S prisutnošću križara u Maloj Aziji dolazi do utjecaja pojedinih elemenata rimskoga obreda na armensko bogoslužje; ponajviše iz dominikanskih tradicija.
Armenski naziv za svetu misu, odnosno liturgiju je Surb Patarag. Liturgija se sastoji od četiri dijela:
1. priprava (uvodni dio)
2. misa katekumena/pripitovnika (služba riječi)
3. misa vjernika (euharistijska služba)
4. blagoslov i otpust (završni obred).

Pričest se daje vjernicima pod obje prilike. Nakon završetka mise oni koji nisu pristupili pričesti dobivaju mas, dio posvećenog beskvasnog kruha.
Prema tradiciji svi se marijanski blagdani smatraju Gospodnjima zbog bliske povezanosti s otajstvom utjelovljenja i otkupljenja.

### Članci
- Bagdasarov, Artur. 2017. Kratak pregled povijesti Armenske Katoličke Crkve. Crkva u svijetu. Sveučilište u Splitu - Katolički bogoslovni fakultet. Split. 52 (1): 89–100